# Tina O'Brien
Christine Michelle O'Brien (Mánchester, Inglaterra, 7 de agosto de 1983), más conocida como Tina O'Brien, es una actriz inglesa conocida por interpretar a Sarah-Louise Platt en la serie Coronation Street.

## Biografía
Es hija de Steven y Tina O'Brien. Es madrina de Emily Walton, quien interpretó a su hija, Bethany Platt en Coronation Street. 
En 2002 comenzó a salir con el actor Bruno Langley, quien interpretó a Todd Grimshaw en la serie Coronation Street, sin embargo la relación terminó un año más tarde. Entonces comenzó a salir con el actor Ryan Thomas. El 26 de octubre de 2008 nació su primera hija, Scarlett Jacqueline Thomas; sin embargo la relación terminó en 2009, después de seis años juntos.
En 2010 salió con el DJ Mike Toolan. Más tarde ese mismo año comenzó a salir con Nick Cox, un camarógrafo de la serie Waterloo Road, pero la relación terminó.
En 2011 Tina comenzó a salir con Adam Crofts, un entrenador personal y a finales de marzo de 2014 la pareja anunció que estaban esperando su primer bebé juntos. En octubre de 2014 la pareja le dio la bienvenida a su primer hijo juntos y el segundo de O'Brien, Beau Lee Stephen Croft. En mayo de 2016 la pareja reveló que se había comprometido.

## Carrera
En 1999 con solo 16 años Tina se unió al elenco de la exitosa serie británica Coronation Street donde interpretó a Sarah-Louise Platt, hasta el 30 de diciembre de 2007, después de que su personaje decidiera mudarse a Milán. Anteriormente Sarah fue interpretada por las actrices Leah King en 1987 y por Lynsay King de 1987 a 1989.
En el 2010 se unió al elenco de la sexta temporada de la serie Waterloo Road donde interpretó a Bex Fisher, la hija mayor de Karen Fisher, ese mismo año interpretó a Leanne Lang en un episodio de la serie Accused. 
También apareció en la película The Secret Diaries of Miss Anne Lister donde interpretó a Miss Browne, un papel que requirió que Tina diera su primer beso lésbico.
En el 2011 apareció en el programa Strictly Come Dancing, su compañero fue el bailarín Jared Murillo, sin embargo la pareja fue eliminada durante la quinta semana de competición.

## Filmografía

### Series de televisión
| Año                          | Título            | Personaje          | Notas                        |
| ---------------------------- | ----------------- | ------------------ | ---------------------------- |
| 1999 - 2007, 2015 - presente | Coronation Street | Sarah-Louise Platt | 553 episodios                |
| 2014                         | Doctors           | Nikki Faulks       | episodio "About the Boy"     |
| 2012                         | Crime Stories     | Justine Peplow     | episodio # 1.4               |
| 2012                         | Call the Midwife  | Cathy Powell       | episodio # 1.6               |
| 2011                         | Casualty          | Chloe Trent        | 3 episodios                  |
| 2010 - 2011                  | Waterloo Road     | Bex Fisher         | 9 episodios                  |
| 2010                         | Accused           | Leanne Lang        | episodio "Helen's Story"     |
| 2009                         | Blue Murder       | Amy Kirkland       | episodio "This Charming Man" |
| 2000                         | Clocking Off      | Adele Kolakowski   | episodio "Yvonne's Story"    |
| 1998                         | The Cops          | Menor de Edad      | episodio # 1.3               |
| 1997                         | Children's Ward   | Claire             | tv serie                     |

### Películas
| Año  | Título                                 | Personaje     | Notas                                |
| ---- | -------------------------------------- | ------------- | ------------------------------------ |
| 2011 | McQueen                                | Mel           | junto a Lee Battle & Nico Mirallegro |
| 2010 | Blink                                  | Novia         | cortometraje                         |
| 2010 | The Secret Diaries of Miss Anne Lister | Miss Browne   | junto a Maxine Peake & Gemma Jones   |
| 2002 | Dick Whittington                       | Maid of Tonga | junto a Kevin Bishop & Amanda Barrie |

### Apariciones
| Año  | Programa                            | Notas                      |
| ---- | ----------------------------------- | -------------------------- |
| 2011 | Strictly Come Dancing Live Tour     | participante               |
| 2010 | Strictly Come Dancing               | participante - 9 episodios |
| 2009 | Strictly Come Dancing: It Takes Two | 6 episodios                |

### Teatro
| Año         | Obra       | Teatro                 | Notas     |
| ----------- | ---------- | ---------------------- | --------- |
| 2010 - 2011 | Snow White | Manchester Opera House | pantomima |
| 2007 - 2008 | Cinderella | Manchester Opera House | pantomima |

## Premios y nominaciones
| Año  | Categoría                                  | Premio                    | Serie             | Resultado |
| ---- | ------------------------------------------ | ------------------------- | ----------------- | --------- |
| 2016 | Best Actress                               | Inside Soap Award         | Coronation Street | Nominada  |
| 2016 | Best Female Performance                    | British Soap Award        | Coronation Street | Nominada  |
| 2008 | Best Celebrity Nose                        | Perfume Shop Award        | -                 | Ganadora  |
| 2004 | Most Popular Actress (junto a Sue Cleaver) | National Television Award | Coronation Street | Nominada  |
| 2000 | Best Storyline (junto a Helen Worth)       | British Soap Award        | Coronation Street | Ganadoras |
| 2000 | Best Newcomer                              | British Soap Award        | Coronation Street | Nominada  |
| 2000 | Most Popular Newcomer                      | National Television Award | Coronation Street | Ganadora  |
| 2000 | Best New Soap Actress                      | TV Quick Award            | Coronation Street | Ganadora  |